# Hallonänger
Hallonänger (Byturus tomentosus) är en skalbagge vars larver lever på hallon och som i dagligt tal kallas för "hallonmaskar".

## Kännetecken
Hallonängern är en liten brun skalbagge med en längd på mellan 3 och 5 millimeter. Den har tät gul behåring på kroppen.

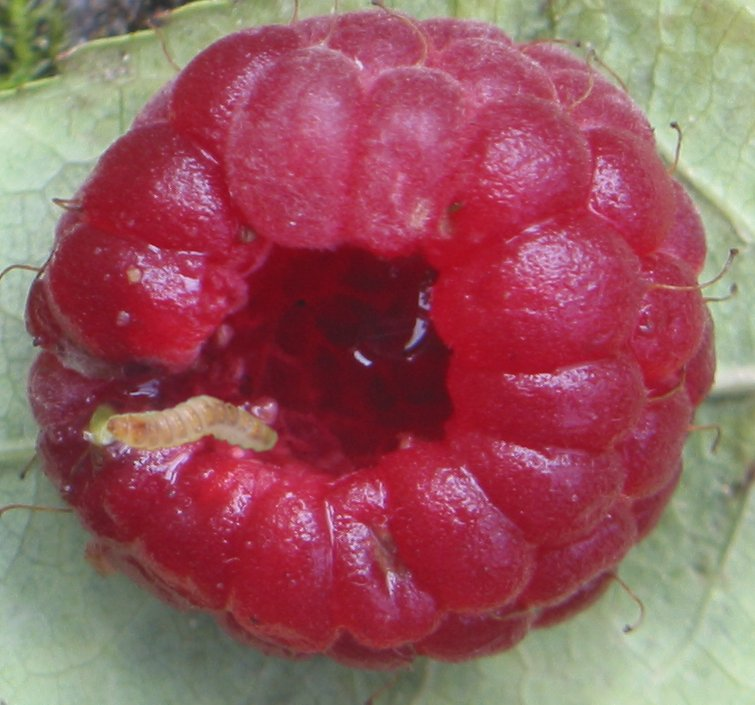
Larv på hallon

## Utbredning
Hallonänger är vanlig i större delen av Sverige. Populationen kan variera kraftigt från år till år. 

## Levnadssätt
Hallonängern lägger ägg i hallonens knoppar på våren. Larverna lever sedan i hallonkarten och kan förorsaka viss skadegörelse. I dagligt tal kallas de för hallonmaskar. Även björnbär kan vara värdväxt. Larverna förpuppas i marken på hösten. 